# Demain est un autre jour (film, 2025)
 (juillet 2025).
La mise en forme du texte ne suit pas les recommandations de Wikipédia : il faut le « wikifier ».
Les points d'amélioration suivants sont les cas les plus fréquents :
- Les titres sont pré-formatés par le logiciel. Ils ne sont ni en capitales, ni en gras.
- Le texte ne doit pas être écrit en capitales (les noms de famille non plus), ni en gras, ni en italique, ni en « petit »…
- Le gras n'est utilisé que pour surligner le titre de l'article dans l'introduction, une seule fois.
- L'italique est rarement utilisé : mots en langue étrangère, titres d'œuvres, noms de bateaux, etc.
- Les citations ne sont pas en italique mais en corps de texte normal. Elles sont entourées par des guillemets français : « et ».
- Les listes à puces sont à éviter, des paragraphes rédigés étant largement préférés. Les tableaux sont à réserver à la présentation de données structurées (résultats, etc.).
- Les appels de note de bas de page (petits chiffres en exposant, introduits par l'outil «  Source ») sont à placer entre la fin de phrase et le point final[comme ça].
- Les liens internes (vers d'autres articles de Wikipédia) sont à choisir avec parcimonie. Créez des liens vers des articles approfondissant le sujet. Les termes génériques sans rapport avec le sujet sont à éviter, ainsi que les répétitions de liens vers un même terme.
- Les liens externes sont à placer uniquement dans une section « Liens externes », à la fin de l'article. Ces liens sont à choisir avec parcimonie suivant les règles définies. Si un lien sert de source à l'article, son insertion dans le texte est à faire par les notes de bas de page.
- La présentation des références doit suivre les conventions bibliographiques. Il est recommandé d'utiliser les modèles {{Ouvrage}}, {{Chapitre}}, {{Article}}, {{Lien web}} et/ou {{Bibliographie}}. Le mode d'édition visuel peut mettre en forme automatiquement les références.
- Insérer une infobox (cadre d'informations à droite) n'est pas obligatoire pour parachever la mise en page.

Pour une aide détaillée, merci de consulter Aide:Wikification.
Si vous pensez que ces points ont été résolus, vous pouvez retirer ce bandeau et améliorer la mise en forme d'un autre article.
Pour les articles homonymes, voir Demain est un autre jour.
Pour plus de détails, voir Fiche technique et Distribution.
Demain est un autre jour (The Life List) est un film américain réalisé par Adam Brooks et sorti en 2025. Il s'agit d'une adaptation du roman du même titre de Lori Nelson Spielman (en).
Le film est sorti sur Netflix le 28 mars 2025.

## Synopsis
Après la mort de sa mère, Alex revisite ses aspirations d'enfance, s'efforçant d'atteindre ses anciens objectifs, pour découvrir que la poursuite de ces rêves de toute une vie l'emmène dans un voyage imprévu et surprenant.

## Distribution
- Sofia Carson (VF : Kelly Marot) : Alexandra « Alex » Rose
- Kyle Allen (VF : Martin Faliu) : Bradley « Brad » Ackerman
- Sebastian de Souza (VF : Julien Allouf) : Garrett Taylor
- Connie Britton (VF : Juliette Degenne) : Elizabeth Rose, la mère d'Alex, Julian et Lucas
- José Zúñiga (VF : Mathieu Buscatto) : Samuel, le père d'Alex, Julian et Lucas
- Jordi Mollà (VF : Olivier Peissel) : Johnny Alvarez
- Dario Ladani-Sanchez (VF : Benjamin Pascal) : Lucas Rose, le frère d'Alex
- Marianne Rendón (VF : Marie Diot) : Zoé, la femme de Lucas
- Chelsea Frei (en) (VF : Audrey Sourdive) : Megan
- Ben Warheit (en) (VF : Jérémie Graine) : Jackson
- Federico Rodriguez (VF : Thomas Roditi) : Julian Rose, le frère d'Alex
- Rachel Zeiger-Haag : Catherine, la femme de Julian
- Maria Jung (VF : Esthèle Dumand) : Nina
- Michael Rowland (VF : Mathias Timsit) : Finn
- Patrick Ewing : lui-même (caméo)

 Source et légende : version française (VF) sur RS Doublage

## Production
Le film est réalisé par Adam Brooks, qui a également écrit le scénario, adapté du roman du même nom de Lori Nelson Spielman. Le film est produit par Liza Chasin de 3dot Productions et Netflix. 
En mars 2024, il est annoncé que Sofia Carson tiendra le rôle principal, aux côtés de Kyle Allen, Sebastian de Souza et Connie Britton. José Zúñiga, Jordi Mollà, Marianne Rendón et Chelsea Frei les ont rejoint en avril de la même année. La distribution comprend également Michael Rowland, Dario Ladani Sanchez, Federico Rodriguez et Maria Jung. 
Le tournage débute en septembre 2024. Il se déroule principalement Nyack dans l'État de New York,.  

## Sortie et accueil
Demain est un autre jour est diffusé sur Netflix le 28 mars 2025. 